# 1770-е годы
1770-е (ты́сяча семьсо́т семидеся́тые) го́ды по григорианскому календарю — промежуток времени с 1 января 1770 года по 31 декабря 1779 года, включающий 1770 год 7-го десятилетия   и с 1771 по 1779 годы    8-го десятилетия XVIII века 2-го тысячелетия.  Они закончились 246 лет назад.

## Важнейшие события
- Русско-турецкая война (1768—1774), независимость Крыма от Османской империи.
- Три экспедиции Джеймса Кука (1768—1779).
- Великий голод в Чехии (1770—1771)[англ.] способствовал распространению выращивания картофеля.
- Восстание Тэйшонов во Вьетнаме (1771—1802).
- В США в штате Миссури основан город «Маленькие холмы», ныне Сент-Чарльз, столица одноимённого округа[1].
- Первый раздел Польши (1772).
- Закон о форме правления Швеции 1772 года. «Эра свободы» завершена. Свержение Струэнзе в Дании (1772)
- Первая англо-маратхская война (1775—1782).
- Война за независимость США (1775—1783). Бостонское чаепитие (1773). Декларация независимости (1776).
- Либерализация торговли испанских колоний (1778)[2].
- Война за баварское наследство (1778—1779).
- Начало Кафрских войн (1779) в Южной Африке.

В России:
- 1771: массовое переселение большей части калмыков из России в Джунгарию.
- 1771: Чумной бунт.
- 1773: закон о веротерпимости.
- Крестьянская война (1773—1775; Пугачёв Е. И.).
- 1775: административная реформа, деление России на 50 губерний во главе с губернаторами и около 500 уездов.
- 1777: подавление Суворовым сопротивления крымского хана Девлет Гирея.

## Культура
- Фальконе, Этьен Морис (1716—1791), скульптор. «Медный всадник» (1770).
- Храмовый комплекс Путоцзунчэн построен в Китае (1771).
- Левицкий, Дмитрий Григорьевич (1735—1822), художник. «Смолянки» (1776).
- Уэджвуд, Джозайя (1730—1795), художник-керамист.

### Наука и техника
- Промышленная революция.
- Мануфактура по производству стационарных паровых двигателей[англ.] (1775; «Boulton and Watt»; Watt steam engine).
- Система артиллерии Грибоваля (1776; Грибоваль).

### Музыка
- Гайдн, Йозеф (1732—1809), композитор. Симфония № 45 (1772).
- Боккерини, Луиджи (1743—1805), композитор. String Quintet in E major, Op. 11, No. 5 (1774).

## Политические деятели
- Карл III[3], король (1759—1788).
- Помбал, Себастьян Жозе (1699—1782), государственный секретарь[4][5].